# RPG-18
O RPG-18 Mukha (em russo:  Муха; Mosca) é um lança-foguetes antitanque leve, descartável e de curto alcance, soviético, projetado em 1972, baseado no M72 LAW americano. O RPG-18 esteve em serviço em mais de 20 conflitos e foi utilizado por mais de 20 forças armadas em todo o mundo.

## História

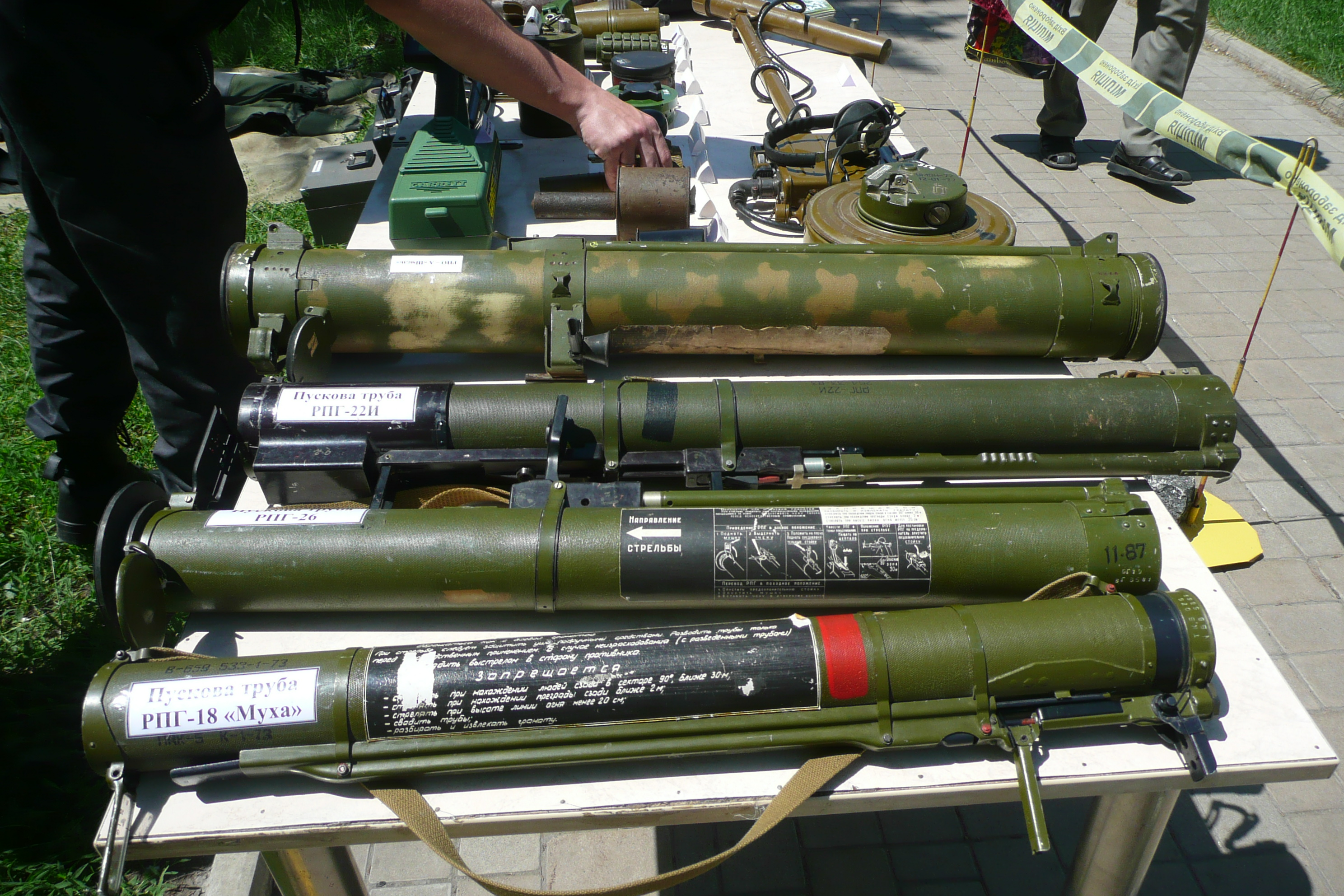
RPG-18 (embaixo) com lança-foguetes soviéticos/russos comparáveis

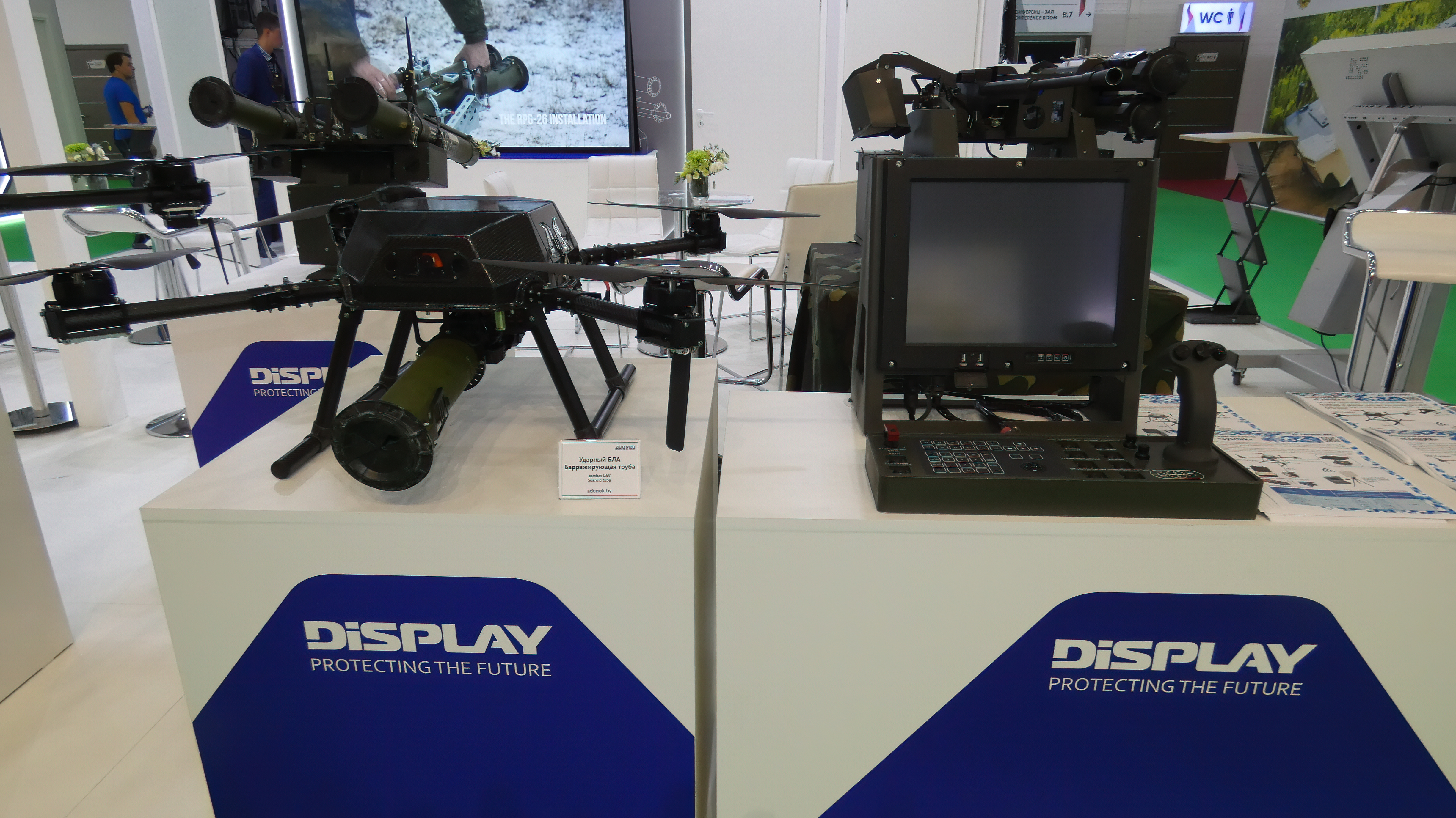
Um RPG-18 acoplado a um drone

O RPG-18 é muito semelhante ao lança-foguetes antitanque M72 LAW dos EUA, com exemplares capturados durante a Guerra do Vietnã provavelmente enviados para a União Soviética. O RPG-18 foi sucedido pelo RPG-22, um projeto muito semelhante, mas com uma ogiva maior.

## Descrição
O RPG-18 dispara uma ogiva antitanque de alto explosivo (HEAT) PG-18 de 64 mm, montada em um pequeno foguete, capaz de atingir alvos a até 200 metros. A ogiva se autodestrói seis segundos após o lançamento, limitando o alcance mesmo com o uso de uma mira eficaz contra alvos a mais de 200 metros.
O RPG-18 pode penetrar até 300 mm em blindagem de veículos convencionais (RHA); até 500 mm em concreto armado; e até 1.000 mm em alvenaria. No entanto, o desempenho é significativamente reduzido quando o RPG-18 é usado contra alvos protegidos por blindagem reativa explosiva (ERA) resistente a HEAT ou blindagem composta.
Ao contrário de armas similares, o RPG-18 requer apenas um operador, pois é uma arma descartável, portanto não é recarregável.

## Operadores
- Afeganistão[7]
- Armênia[5]
- Azerbaijão[5]
- Bielorrússia[5]
- Chade[8]
- República do Congo[9]
- Geórgia[10]
- Grécia[11]
- Hamas[12]
- Insurgência iraquiana[13]
- Estado Islâmico[14]
- Cazaquistão
- Quirguistão[5]
- Moldávia[5]
  -  Transnístria[15]
- Panamá[16]
- Rússia
- Síria[5]
  -  Exército Livre Sírio[17]
- Tajiquistão[5]
- Turquemenistão[5]
- Ucrânia[18][19]
- Uzbequistão[5]

### Ex-operadores
- República Chechena da Ichkeria[20]
- Forças Democráticas pela Libertação de Ruanda[8]
- República Popular de Donetsk:[21] Usado pelas forças da RPD durante a Guerra de Donbas e a invasão russa da Ucrânia antes de sua anexação pela Rússia em novembro de 2022.
- Frente Farabundo Martí de Libertação Nacional (FMLN)[16]
- Alemanha Oriental[22]
- Nicarágua: Exército Popular Sandinista[16]
- União Soviética: Passado para os estados sucessores.[5]
- Exército Republicano Irlandês Real[23]